# Artur Grottger

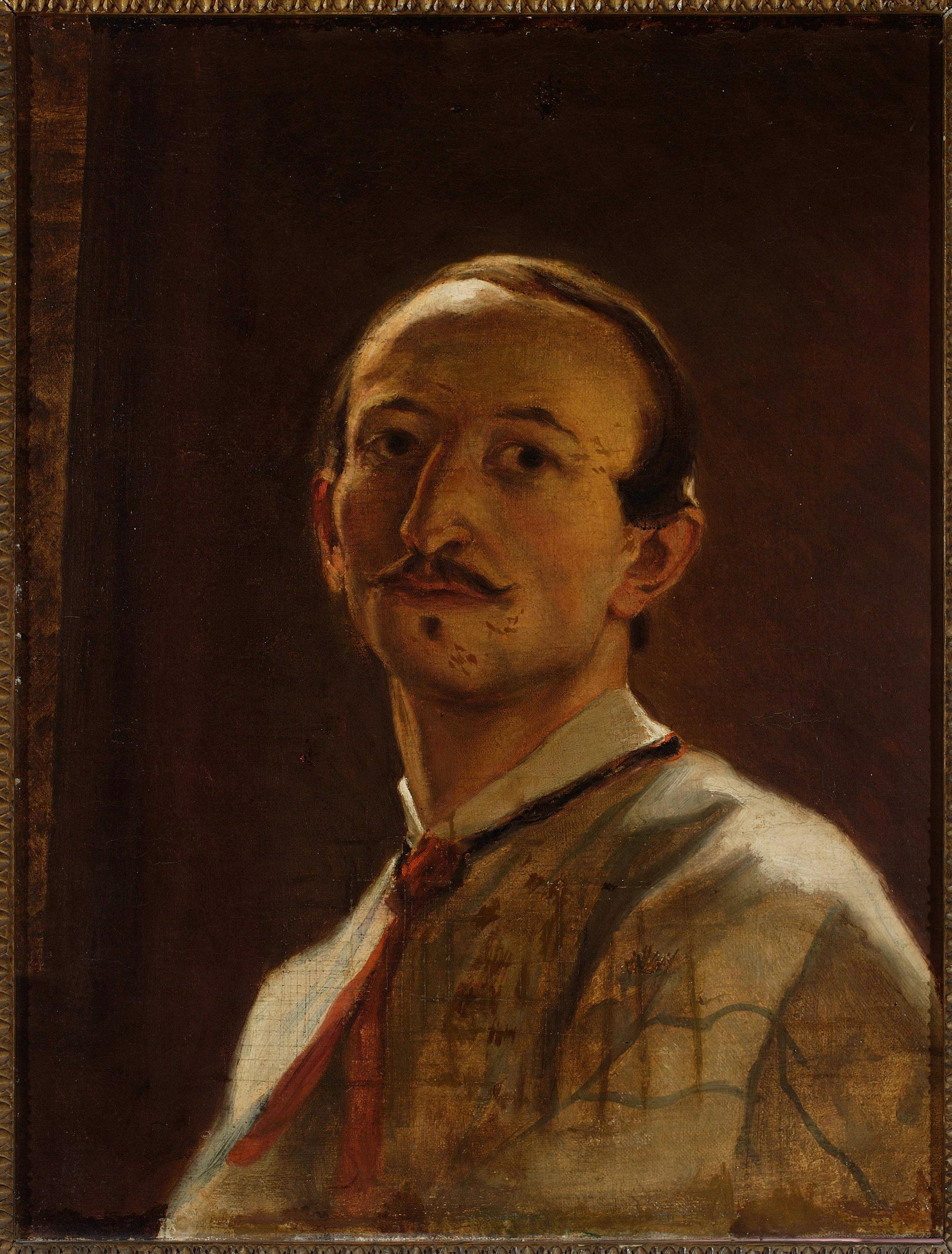
Selbstporträt 1867, Nationalmuseum Warschau

Artur Grottger (* 11. November 1837 in Ottyniowice, Galizien, Kaisertum Österreich; † 13. Dezember 1867 in Amélie-les-Bains-Palalda, Département Pyrénées-Orientales) war ein polnischer Maler und Zeichner.

## Leben

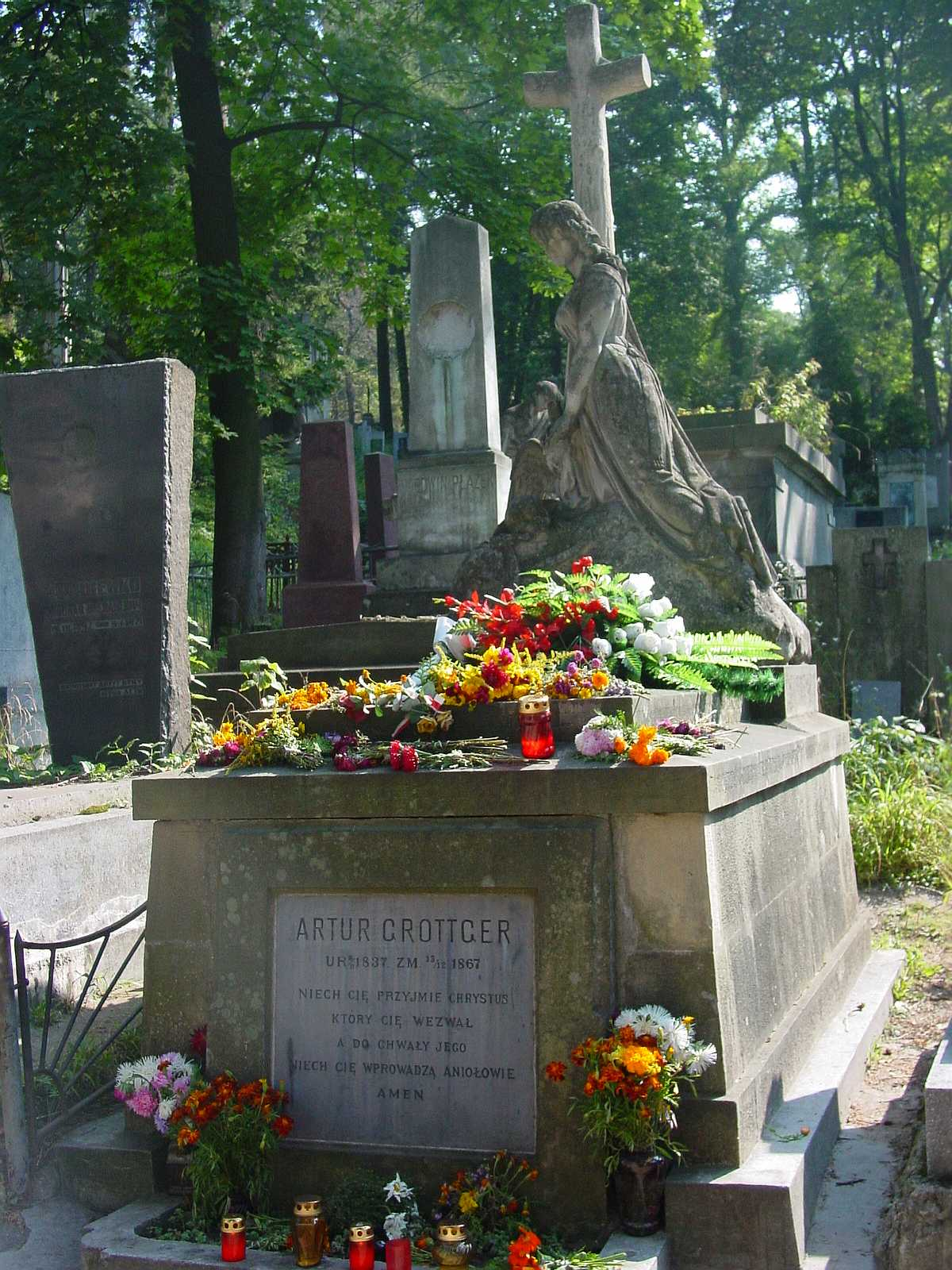
Grottgers Grab auf dem Lytschakiwski-Friedhof in Lemberg

Artur Grottger begann seine Studien in der Heimat und ging später nach Wien, wo er an der Kunstakademie Schüler von Karl von Blaas wurde. Seine geniale, durch patriotische Begeisterung gehobene Begabung offenbarte sich schon frühzeitig in einem Zyklus von Kohlezeichnungen, welche den fehlgeschlagenen Januaraufstand in seiner Heimat behandelten und in der Leidenschaftlichkeit der Schilderung an Jan Matejko erinnern. 
Grottger starb vier Wochen nach seinem 30. Geburtstag am 13. Dezember 1867 in dem Pyrenäenbad Amélie-les-Bains-Palalda. Seine Zeichnungen (zum Teil im Besitz des Grafen Pálffy) sind photographisch vervielfältigt worden.

## Werk

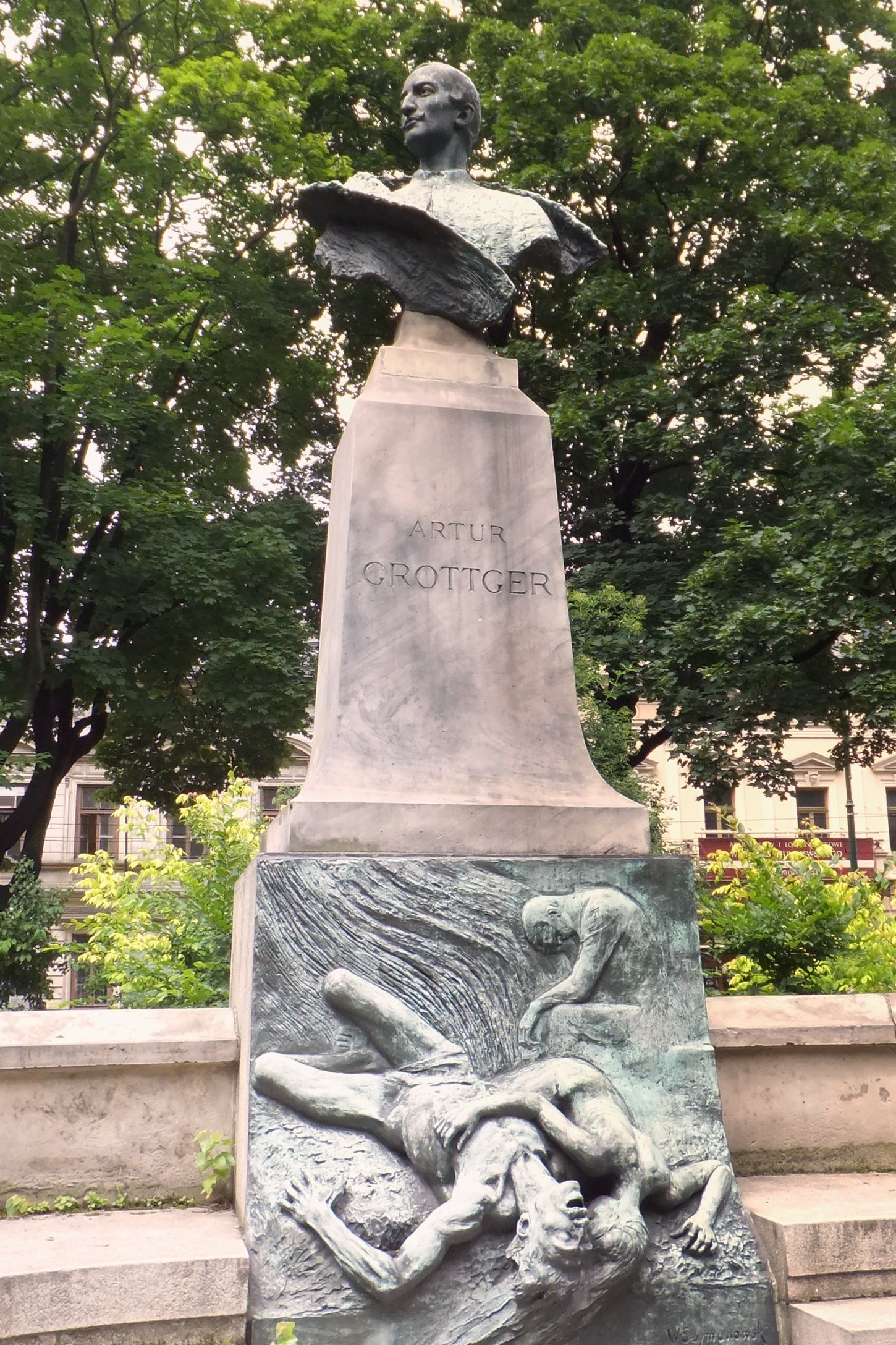
Artur-Grottger-Denkmal in Kraków (Krakau)

|  |  |  |